# Europäisches Höhenreferenzsystem

Verschiedene Höhensysteme im Rahmen des EVRS

Das Europäische Höhenreferenzsystem (European Vertical Reference System, EVRS) ist das vertikale Koordinatenreferenzsystem für Europa. Das EVRS wird durch 4 Festlegungen definiert. Sie beschreiben:
- den Nullpunkt des Höhensystems
- die Höhenart
- die Maßeinheit der Höhen
- die Art der Berücksichtigung von Deformationen der Erdoberfläche infolge der Gezeiteneinwirkungen (Festerdegezeiten, engl. solid earth tide, siehe Erde, Earth tide)

Das Nullniveau der Höhen im EVRS bezieht sich demnach auf den Nullpunkt des Amsterdamer Pegels (NAP).
Das EVRS wurde erstmals auf dem Symposium der Europäischen Subkommission der International Association of Geodesy (EUREF) in Tromsø im Jahr 2000 definiert. Im Jahr 2008 wurde die Definition modifiziert und durch die Veröffentlichung der „EVRS Conventions 2007“ ergänzt. Die INSPIRE Initiative der Europäischen Union empfiehlt die Nutzung des EVRS für die Angabe von Höhen im europäischen Rahmen. Die meisten europäischen Staaten nutzen für nationale Belange weiterhin ihre nationalen Höhenreferenzsysteme. Um einheitliche Höhen für grenzüberschreitende Projekte nutzen zu können, werden deshalb Transformationen zwischen den nationalen Höhenreferenzsystemen und dem EVRS berechnet und veröffentlicht.

## Höhenangaben im EVRS
Die Höhen des EVRS werden durch die gemeinsame Auswertung von nationalen Nivellementsnetzen im United European Leveling Network (UELN) berechnet und als geopotentielle Koten und daraus abgeleitete Normalhöhen angegeben.
Höhen im EVRS werden in gewissen Zeitabständen aus den Auswertungen des UELN in seiner jeweiligen Ausdehnung mit den jeweils aktuellen Messungen der beteiligten europäischen Länder neu bestimmt. Diese Auswertungen werden Realisierungen des EVRS genannt und als European Vertical Reference Frame (EVRF) bezeichnet. Bisherige Realisierungen sind das EVRF2000, das EVRF2007 und das EVRF2019.
| Realisierung des EVRS         | EVRF2000 | EVRF2007 | EVRF2019 |
| ----------------------------- | -------- | -------- | -------- |
| Anzahl beteiligter Länder     | 22       | 26       | 30       |
| Anzahl der Nivellementspunkte | 3064     | 7942     | 10758    |
| Anzahl Messungen              | 4263     | 10354    | 13636    |

## EVRF2019
Eine Schwachstelle des UELN und damit der EVRS-Realisierungen ist die Inhomogenität der zugrundeliegenden Daten sowohl hinsichtlich des Messungszeitaumes als auch der Genauigkeit der Nivellementsmessungen in den verschiedenen europäischen Ländern.
Das Messungsjahr der Höhenunterschiede im EVRF2019 variiert zwischen 1923 und 2018. Etwa die Hälfte der Höhenunterschiede wurde nach dem Jahr 2000 gemessen, der Großteil der restlichen Daten stammt aus den 1990er Jahren. Bei der Berechnung des EVRF2019 wurden deshalb Modelle der Postglazialen Landhebung in Skandinavien sowie der Alpenhebung in der Schweiz (Hebung (Geologie)) verwendet, um die Höhenänderungen innerhalb des Messungszeitraums in diesen Bereichen zu berücksichtigen und die Höhen auf eine gemeinsame Referenzepoche zu beziehen (kinematische Ausgleichung). Die Referenzepoche des EVRS2019 ist das Jahr 2000.
Die Messgenauigkeit wird im Nivellement üblicherweise als Standardabweichung der Messung eines Höhenunterschiedes über eine Entfernung von 1 km angegeben. Dieser Wert liegt im Mittel für das gesamte Nivellementsnetz in allen 3 Realisierungen bei ±1,1 mm. Die Messgenauigkeit variiert jedoch zwischen den einzelnen Ländern von ±0,5 mm bis ±2,4 mm. Die Standardabweichung einer berechneten Höhe liegt im Mittel bei ±20 mm, die Werte schwanken im EVRF2019 zwischen ±5 mm und ±100 mm.

## Verfügbarkeit der Ergebnisse
Die Höhen des EVRF2000 und EVRF2007 wurden nicht veröffentlicht, sondern nur zwischen den am UELN beteiligten Ländern ausgetauscht. Die Höhen des EVRF2019 sind im Internet verfügbar.